# Elecciones municipales de Sudáfrica de 2016
Las elecciones municipales de Sudáfrica de 2016 se realizaron el 3 de agosto de 2016, para elegir a los concejales de los municipios metropolitanos, distritales y locales en cada una de las nueve provincias del país. Fue la quinta elección de gobierno local realizada en Sudáfrica desde la instauración de la democracia, y las primeras desde la muerte de Nelson Mandela en diciembre de 2013. Las elecciones se celebran a cabo cada cinco años. Los concejales son elegidos de manera mixta, una mitad por escrutinio mayoritario uninominal y la otra mitad por representación proporcional plurinominal.
En estos comicios el gobernante Congreso Nacional Africano (ANC) fue el partido más votado con un 53.91% del voto total (contando representación proporcional y distrito uninominal). Sin embargo, sufrió una debacle masiva, cayendo a su nivel de popularidad más bajo desde su llegada al poder en 1994. Muy por el contrario, Alianza Democrática (DA), el principal partido de la oposición, evidenció un enorme crecimiento de votos, obteniendo casi el 27% de los sufragios a nivel nacional y, a efectos prácticos, tomando el control de muchos de los principales municipios del país, algunos de ellos con mayoría absoluta y otros mediante coaliciones con partidos menores. Luchadores por la Libertad Económica (EFF) de Julius Malema incrementó también sus resultados con respecto a las elecciones generales de 2014, y volvió a posicionarse en tercer lugar en sus primeros comicios municipales. El Partido de la Libertad Inkatha (IFP) obtuvo el cuarto lugar y evidenció crecimiento de votos por primera vez desde la democratización del país.
A pesar de algunas ganancias marginales en zonas rurales, el ANC perdió el control de varios centros urbanos de importancia. Entre ellos se encuentra la capital ejecutiva, Pretoria, y tres de los ocho municipios metropolitanos: Johannesburgo, Tshwane, y Nelson Mandela Bay. Entre otros municipios destacables, DA mantuvo la alcaldía de Ciudad del Cabo, la capital legislativa del país, y el ANC retuvo por estrecho margen la mayoría legislativa en Mangaung, municipio metropolitano donde se encuentra Bloemfontein, la capital judicial. En las otras tres entidades metropolitanas, eThekwini, Ekurhuleni, y Buffalo City, el oficialismo conservó el gobierno pero perdió la mayoría absoluta, debiendo recurrir a gobiernos de coalición. Las elecciones fueron ampliamente vistas como un punto de inflexión en el panorama político de Sudáfrica, ya que marcaron el ocaso del dominio hegemónico del ANC en la política municipal, mientras que los gobiernos de coalición o en minoría se generalizaron.

## Contexto

### Sistema electoral
El gobierno local sudafricano consiste en municipalidades de varios tipos. Las áreas metropolitanas más grandes están gobernadas por municipalidades metropolitanas, mientras que el resto del país se divide en municipios distritales, cada uno de los cuales está compuesto por varios municipios locales. Para las elecciones de 2016, había ocho municipios metropolitanos, 44 municipios distritales y 205 municipios locales, un total de 257 entidades locales a disputar.
Los consejos metropolitanos y locales son elegidos por un sistema de representación proporcional de múltiples miembros, en el cual la mitad de los escaños en cada municipio se eligen en el sistema escrutinio mayoritario uninominal y la otra mitad de los escaños se asignan de acuerdo con el sistema de representación proporcional (PR). Este último toma en cuenta el número de escaños de barrio ganados por un partido, y asegura que el número final de escaños ocupados por ese partido sea proporcional a su porcentaje del voto total. Los consejos municipales de distrito son parcialmente elegidos por representación proporcional y parcialmente nombrados por los consejos de los municipios locales constituyentes. Los votantes en los municipios metropolitanos y locales eligen a un solo candidato por barrio así como a un representante proporcional en su consejo municipal. Los residentes de los municipios que forman parte de los consejos de distrito (es decir, excluidos los municipios metropolitanos) también emiten un tercer voto para elegir un representante proporcional para su consejo de distrito, además de los dos votos que emiten para su consejo local.

### Partidos políticos
El Congreso Nacional Africano (ANC), fundado en 1912, ha dominado la vida política de Sudáfrica desde el fin del régimen de la minoría blanca (Apartheid) en 1994. Exceptuando Cabo Occidental y, en un primer momento, KwaZulu-Natal, ha controlado la mayoría de los municipios de todas las provincias. Sin embargo, ha sufrido ligeros reveses electorales en 2006 y 2011, decayendo de un 65.70% a un 62.93%, en medio de un creciente descontento con respecto al estado general de la economía del país y la percepción de corrupción dentro de la organización desde el final del apartheid. El presidente del partido al momento de las elecciones era Jacob Zuma, cuyo mandato como líder del ANC se extendía hasta diciembre de 2017.
Mientras que estas serían las últimas elecciones para el ANC con Zuma como presidente del partido, Alianza Democrática (DA), la oposición oficial en el Parlamento, concurría a los comicios por primera vez en su historia liderado por un presidente de raza negra, Mmusi Maimane, después del fin del mandato de Helen Zille, premier de Cabo Occidental, en mayo de 2015.
El recientemente fundado Luchadores por la Libertad Económica (EFF), bajo el liderazgo del exlíder de la Liga Juvenil del ANC, Julius Malema, se había constituido como tercera fuerza nacional tras las elecciones generales de 2014, habiéndose fundado en 2013, por lo que estas serían sus primeras elecciones municipales. Otros partidos minoritarios incluyen al Partido de la Libertad Inkatha (IFP), con fuerte presencia en KwaZulu-Natal, y el Congreso del Pueblo (COPE), que se esperaba continuara su debacle iniciada en 2014. El IFP se benefició de la suspensión de su principal rival, el Partido Nacional de la Libertad (NFP) luego de que este fuera suspendido por no pagar su tarifa de registro a la Comisión Electoral Independiente. El NFP solo pudo disputar la elección en Nquthu, donde sí pagó su tarifa a tiempo, y consiguió dos concejales, perdiendo tres con respecto a 2011.

### Cambios en la demarcación municipal
La Junta de Demarcación Municipal de Sudáfrica anunció cambios en las demarcaciones de barrios y límites municipales, luego de que el exministro de Gobernanza Cooperativa y Asuntos Tradicionales, Pravin Gordhan, sugiriera el rediseño de los límites para hacer que los municipios sean más sostenibles y financieramente viables. Hay 34 casos que afectan a 90 municipios. Alianza Democrática objetó estos cambios, afirmando que podía tratarse de un intento del gobierno de cometer gerrymandering.

## Principales candidaturas y campaña
Se informó que el ANC gastó cerca de mil millones de rand (71 millones de US$) en su campaña electoral. DA gastó alrededor de R350, y el IFP gastó entre R15 millones y R20 millones. Según los informes, el Movimiento Democrático Unido (UDM) gastó menos de R4 millones en su campaña.
Los tres principales temas de las elecciones fueron la tasa de desempleo considerablemente alta, la corrupción y la mala prestación de servicios por parte del gobierno. Un tema importante de campaña durante la elección fue la corrupción dentro del ANC, en particular la relación del presidente Jacob Zuma con la familia Gupta, y los dudosos fondos para la construcción de su casa en Nkandla. Durante su campaña, tanto DA como algunos medios de comunicación independientes acusaron al ANC de apelar constantemente al apartheid y al racismo para ganar elecciones.
El período previo a las elecciones estuvo marcado por una serie de asesinatos de candidatos del ANC supuestamente perpetuados por rivales dentro del propio partido en un esfuerzo por asegurarse posiciones lucrativas en el gobierno local. Las rivalidades crecientes dentro del partido provocaron protestas del 20 al 22 de junio de 2016 en la ciudad de Tshwane, por la elección del ANC de Thoko Didiza como candidato a la alcaldía de la ciudad, con cinco personas muertas durante estos disturbios.
En enero de 2017, un experto en relaciones públicas de Sudáfrica (Sihle Bolani) llevó a ANC ante los tribunales por el trabajo realizado durante las elecciones, Bolani afirmó que el ANC la utilizó para lanzar y ejecutar una campaña encubierta de desinformación y noticias falsas de R50 millones destinada a desacreditar a los partidos de oposición durante la elección.
Los dos principales partidos políticos anunciaron que apuntaban específicamente a ciertos municipios para estas elecciones. El ANC declaró su intención de triunfar en Ciudad del Cabo, además de mantener los municipios que ya gobernaba. Alianza Democrática, por su parte, estableció un plan de "cinco grandes" que contemplaba revalidar por un margen más amplio su mayoría en Ciudad del Cabo, y ganar las alcaldías de Johannesburgo, Tshwane, Nelson Mandela Bay, y el municipio local de Tlokwe.
En Nelson Mandela Bay, el alcalde incumbente, Danny Jordaan, se presentó para un segundo mandato por el ANC. DA escogió el 13 de abril de 2015 a su exlíder parlamentario, Athol Trollip, como candidato a alcalde. En Johannesburgo, aunque se barajó la posibilidad de que Geoff Makhubo fuese su candidato, el partido decidió mantener a Parks Tau en el cargo. En este municipio, DA presentó a Herman Mashaba el 16 de enero de 2016. El EFF no anunció un candidato a la alcaldía, pero Floyd Shivambu fue el "enviado" del partido para dirigir la maquinaria electoral, convirtiéndolo en un candidato de facto. En Tshwane, donde sucedieron disturbios por la candidatura de Thoko Didiza por el ANC, DA escogió como candidato a Solly Msimanga el 5 de septiembre de 2015. En Ciudad del Cabo, Patricia de Lille de Alianza Democrática se presentó a la reelección.

## Resultados
El ANC siguió siendo el partido más grande, obteniendo el 53.91% de los votos a nivel nacional, una caída de nueve puntos con respecto al 62.93% alcanzado en 2011. La Alianza Democrática (DA) se mantuvo como la segunda fuerza más grande con un 26.90%, frente al 24.1% en 2011. Luchadores por la Libertad Económica obtuvo el 8.19% en sus primeras elecciones municipales.
La disminución del apoyo de ANC fue más significativa en las áreas urbanas, con el ANC perdiendo su mayoría absoluta en 4 de los 8 municipios metropolitanos del país por primera vez desde 1994. El ANC retuvo Buffalo City, Mangaung y eThekwini, pero con minorías en Buffalo City y eThekwini. En la ciudad de Johannesburgo y Ekurhuleni, el ANC perdió su mayoría pero retuvo una pluralidad. El DA aumentó su mayoría en Ciudad del Cabo, y logró la pluralidad en Tshwane y Nelson Mandela Bay, la primera vez que conseguía esto en municipios metropolitanos fuera de Cabo Occidental. De los 4 municipios metropolitanos sin mayoría, el ANC retuvo a Ekurhuleni a través de una coalición, mientras que el DA obtuvo el control de Nelson Mandela Bay a través de una coalición, y formó gobiernos en minoría en Johannesburgo y Tshwane.
|  | 53.34 % |

|  | 54.49 % |

|  | 53.91 % |

|  | 61.68 % |

|  | 55.65 % |

|  | 26.77 % |

|  | 27.02 % |

|  | 26.90 % |

|  | 16.52 % |

|  | 24.57 % |

|  | 8.14 % |

|  | 8.25 % |

|  | 8.19 % |

|  | 8.73 % |

|  | 8.31 % |

|  | 4.23 % |

|  | 4.27 % |

|  | 4.25 % |

|  | 6.41 % |

|  | 4.73 % |

|  | 0.59 % |

|  | 0.98 % |

|  | 0.78 % |

|  | 1.15 % |

|  | 0.87 % |

|  | 0.78 % |

|  | 0.76 % |

|  | 0.77 % |

|  | 0.90 % |

|  | 0.80 % |

|  | 0.51 % |

|  | 0.61 % |

|  | 0.56 % |

|  | 0.81 % |

|  | 0.62 % |

|  | 0.42 % |

|  | 0.45 % |

|  | 0.44 % |

|  | 0.65 % |

|  | 0.48 % |

|  | 0.41 % |

|  | 0.42 % |

|  | 0.42 % |

|  | 0.31 % |

|  | 0.39 % |

|  | 0.19 % |

|  | 0.19 % |

|  | 0.19 % |

|  | 0.34 % |

|  | 0.22 % |

|  | 0.17 % |

|  | 0.27 % |

|  | 0.22 % |

|  | 0.22 % |

|  | 0.22 % |

|  | 0.19 % |

|  | 0.20 % |

|  | 0.19 % |

|  | 0.19 % |

|  | 0.19 % |

|  | 0.16 % |

|  | 0.17 % |

|  | 0.17 % |

|  | 0.28 % |

|  | 0.19 % |

|  | 0.10 % |

|  | 0.10 % |

|  | 0.10 % |

|  | 0.16 % |

|  | 0.11 % |

|  | 0.10 % |

|  | 0.10 % |

|  | 0.10 % |

|  | 0.16 % |

|  | 0.11 % |

|  | 0.05 % |

|  | 0.07 % |

|  | 0.06 % |

|  | 0.12 % |

|  | 0.07 % |

|  | 0.07 % |

|  | 0.07 % |

|  | 0.07 % |

|  | 0.09 % |

|  | 0.07 % |

|  | 2.28 % |

|  | 1.14 % |

|  | 0.89 % |